# Хпюк (Курахский район)
Хпюк (агул. лезг. Хуьпуькь) —  село в Курахском районе Дагестана.
Образует сельское поселение село Хпюк как единственный населённый пункт в его составе.

## География
Село расположено среди четырёх ущелий: Магъу-дере, Агъул-дере, Гушан-дере и Хпюк-дере, на берегу реки Хпюк-чай. Граничит с селом Урсун.

## История
Село обосновано в начале XVI века двумя братьями-агульцами Магомедом и Хапукаем, от имени которого впоследствии село получило своё название. Братьев изгнали из тухума «Хумаяр» селения Хутхул. Впоследствии в селе поселились и другие изгнанники, а также жители разрушенного во время похода Надир-шаха селения Экез. В 1648 году переехало несколько семей из селения Усар.
В селении три больших тухума: Гъуливар, Моллавар, Саруяр. Один из представителей тухума Молавар по имени Гаджи-Али (Гьажи-Али) за свой счет в селении построил мечеть и мельницу.
В 1936 году построена сельская школа. Также имеется колхоз. Уроженка села, Харгушева Салихата, работавшая заведующей МТФ, становилась депутатом Верховного Совета ДАССР.

## Население
| 1926 | 1939 | 1970 | 1989 | 2002 | 2010 | 2012 |
| ---- | ---- | ---- | ---- | ---- | ---- | ---- |
| 397  | ↗436 | ↗515 | ↘358 | ↘351 | ↗361 | ↘353 |
| 2013 | 2014 | 2015 | 2016 | 2017 | 2018 | 2019 |
| ↘351 | ↘326 | ↗339 | ↘330 | →330 | ↘325 | ↘320 |
| 2020 | 2021 | 2023 | 2024 |      |      |      |
| ↘314 | ↗332 | ↗341 | ↗348 |      |      |      |

По данным переписи 1886 года, в селе Хпюк численность населения составляло 310 человек, из них Агульцы — 310 (100 %). Говорят на агульском языке.
Основными занятиями жителей села были земледелие, скотоводство, а также изготовление тулупов (кул).